# Katastrofa lotu China Airlines 676
Katastrofa lotu China Airlines 676 – katastrofa, która wydarzyła się 16 lutego 1998. Airbus A300-622R należący do China Airlines (lot 676) lecący z Denpasar do Tajpej, rozbił się w czasie podchodzenia do lądowania. W katastrofie zginęły 202 osoby (196 na pokładzie i 6 osób na ziemi).

## Przebieg lotu
Airbus A300-622R został wyprodukowany 16 października 1990 i wylatał 20193 godziny. Samolot wystartował z portu lotniczego Denpasar i obrał kurs na lotnisko Taiwan Taoyuan Airport. Samolot podchodził do lądowania w deszczu i mgle na pas 05L. Gdy przed progiem pasa piloci zauważyli, że są 330 m powyżej prawidłowej ścieżki schodzenia, przerwali lądowanie i rozpoczęli procedurę odejścia na drugi krąg. Załoga wykonywała tę procedurę manualnie, jednak piloci zbyt gwałtownie i zbyt wysoko unieśli nos maszyny; Airbus wszedł w przeciągnięcie i rozbił się w dzielnicy mieszkalnej. W następstwie katastrofy, wrak samolotu i najbliższe zabudowania stanęły w płomieniach. Śmierć poniosło 196 osób na pokładzie maszyny i 7 osób na ziemi.

## Ofiary katastrofy
Wśród pasażerów lotu 676 znajdowali się m.in. prezes tajwańskiego banku centralnego Sheu Yuan-Dong i jego żona Miang Huang-Mei oraz trzech urzędników banku. Jedna z ofiar zmarła w drodze do szpitala.
Zestawienie pasażerów i załogi samolotu:
| Kraj              | Pasażerowie | Załoga | Razem |
| ----------------- | ----------- | ------ | ----- |
| Tajwan            | 175         | 14     | 189   |
| Stany Zjednoczone | 5           | -      | 5     |
| Francja           | 1           | -      | 1     |
| Indonezja         | 1           | -      | 1     |
| Razem             | 182         | 14     | 196   |